# لنو (کالیفرنیا)
لنو (به انگلیسی: Llano) یک منطقهٔ مسکونی در ایالات متحده آمریکا است که در شهرستان لس‌آنجلس، کالیفرنیا واقع شده‌است. لنو ۱٬۲۰۱ نفر جمعیت دارد.